# Kanchanaphisek-brug
De Kanachanaphisek-brug (Thai: สะพานกาญจนาภิเษก) is een tuibrug over de Menam in Samut Prakan, Thailand. De brug is onderdeel van de ringweg rond Bangkok (Bangkok Outer Ring Road). De Kanachanaphisek-brug is geopend op 15 november 2007 en heeft een lengte van 951 m.
De brug is ontworpen door het architectenbureau Parsons Brinckerhoff en is een tolweg.

## Externe link

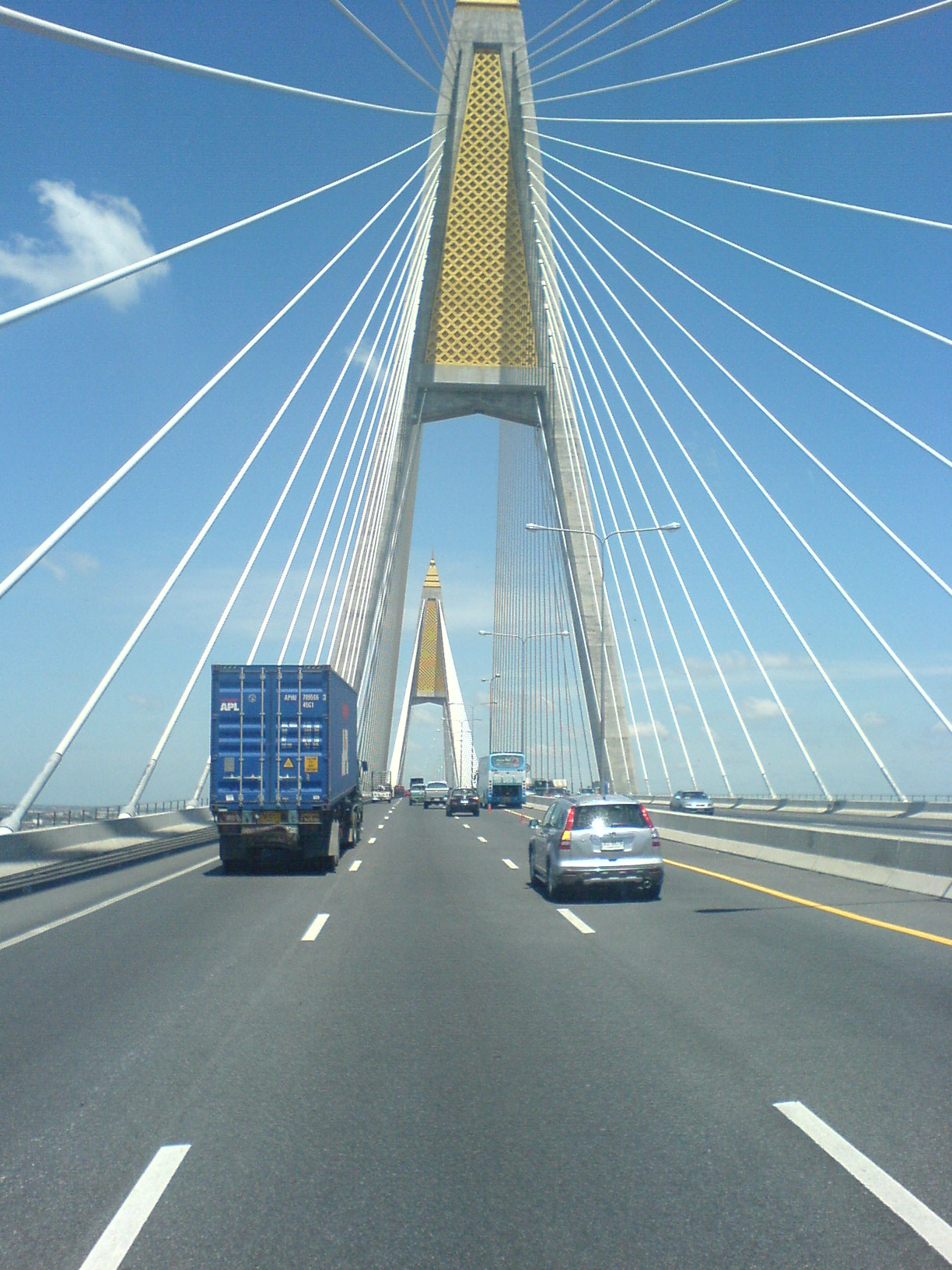